# Geissanthus betancurii
Geissanthus betancurii är en viveväxtart som beskrevs av J.J. Pipoly. Geissanthus betancurii ingår i släktet Geissanthus och familjen viveväxter. Inga underarter finns listade i Catalogue of Life.